# Марк Прајс
Вилијам Марк Прајс (енгл. William Mark Price; Бартлесвил, 15. фебруар 1964) је бивши амерички кошаркаш и тренер. Највећи део играчке каријере је наступао за Кливленд кавалирсе, са којима је у сезони 1991/92, у екипи коју је предводио заједно са Бредом Доертијем и Леријем Ненсом стигао до финала Источне конференције, где су изгубили од Чикаго булса са 4:2 у серији.

## Играчка каријера
На драфту 1986. одабрали су га Далас маверикси као 25. пика у другој рунди. Играо је у НБА за четири клуба: Кливленд кавалирси, Вашингтон булетс, Голден Стејт вориорси и Орландо меџик. Четири пута је наступио на Ол-стар мечу.
Са сениорском репрезентацијом САД је освојио златну медаљу на Светском првенству 1994. у Канади.
Постао је члан „50-40-90 Клуба”, а реч је о играчима који су у једној сезони имали проценат шута из игре већи од 50%, проценат шута за три већи од 40% и проценат слободних бацања већи од 90%. Чланови овог елитног НБА клуба су још само Лери Бирд, Стеф Кари, Реџи Милер, Дирк Новицки, Кевин Дурант и Стив Неш.
Закључно са 15. јуном 2021. је са 90,39% трећи најпрецизнији извођач слободних бацања у НБА.

## Трофеји

### Репрезентативни
- Светско првенство:  Канада 1994.

### Индивидуални
- Два пута освојио такмичење у брзом шутирању тројки: 1993, 1994.
- Трећи најпрецизнији извођач слободних бацања у НБА (90,39%)